# VdBH 27
vdBH 27 è una nebulosa a riflessione visibile nella costellazione delle Vele.
Si individua nella parte nordoccidentale della costellazione, circa 2° ad ovest rispetto alla stella λ Velorum (Suhail); le stelle contenute al suo interno sono di decima magnitudine e sono individuabili con un telescopio amatoriale di media potenza. La debole nebulosità invece si rivela nelle foto astronomiche particolarmente sensibili. Il periodo più indicato per la sua osservazione nel cielo serale ricade fra dicembre e aprile; è osservabile tuttavia principalmente dalle regioni australi ed equatoriali.
Si tratta di una tenue nube di gas illuminata da alcune delle stelle appartenenti all'associazione Vela R2, un'associazione OB frammista a polveri interstellari situata a circa 700 parsec (2300 anni luce) e legata alle nubi C e D del Vela Molecular Ridge, un grande complesso nebuloso molecolare. La componente vdBH 27a, nota anche come CD-42 4827, è una stella azzurra di sequenza principale con classe spettrale B3V; la sua magnitudine apparente è pari a 10,05. La componente vdBH 27b invece è nota anche come BRAN 210C ed è di classe B7V, con una magnitudine pari a 13,0.